# Rio-Sunomiersluiper
De rio-sunomiersluiper (Myrmotherula sunensis) is een zangvogel uit de familie Thamnophilidae (miervogels).

## Verspreiding en leefgebied
Deze soort komt voor in het westen van het Amazonegebied en telt twee ondersoorten:
- M. s. sunensis: zuidelijk-centraal Colombia en Ecuador.
- M. s. yessupi: oostelijk-centraal Peru en amazonisch zuidwestelijk Brazilië.

## Status
De grootte van de populatie is niet gekwantificeerd maar de soort wordt omschreven als schaars. Op de Rode lijst van de IUCN heeft deze soort de status niet bedreigd.